# Gabby Eigenmann
Gabriel John Celebre Eigenmann (2 de marzo de 1978, Makati), conocido artísticamente como Gabby Eigenmann. Es un actor de cine y televisión, cantante, presentador y modelo filipino. Actualmente desempeña sus funciones como talento exclusivo de la rede televisiva GMA Network.

## Biografía
Gabby proviene del clan Gil-Mesa, una línea de famosos artistas. Es hijo del actor Mark Gil y de la actriz y modelo Irene Celebre. También el sobrino de Cherie Gil y Michael de Mesa, nieto de los actores Rosemarie Gil y Eddie Mesa, el primo de AJ Eigenmann, Ryan Eigenmann y Geoff Eigenmann, hermano mayor de Ira Eigenmann y medio hermano de Sid Lucero (Tim Eigenmann), Maxine y Andrea "Andi" Eigenmann.

## Carrera

### Carrera artística
Aunque creció en el seno de una familia prominente de los actores, el no pensaba formar parte del mundo artística. Pues en su primer momento, cuando entró en el mundo del espectáculo a pesar de que estaba fuera de sí, el hubiese elegido otra carrera como ser piloto o empresario, un cocinero o un dueño de un restaurante. Incluso hizo una pasantía en una administración de hoteles y restaurante en OB Montessori, aunque el nunca vio su fin. Pero en la actuación encontró un buen lugar entre sus generaciones y así es como formó parte del mundo del espectáculo. Comenzó su carrera a la edad de 16 años. Una vez fue la estrella adolescente para trabajar en las películas de Regal, junto con los Gwapings y demás actores adolescentes de la película. A su juicio, Richard Goméz y Regine Velásquez, fueron sus artistas favoritos a quienes los ha seguido.
En 1997, trabajó también como presentador de televisión transmitida por la red televisica GMA Network, en un programa musical y de variedades SOP (Pare Sobrang Okay!), junto a Janno Gibbs, Ogie Alcasid y Viña Morales.

### Carrera musical
Después de algunos años de dedicarse a la actuación, Gabby se aventuró en un nuevo campo de interés por la música. Si bien sus familiares se maravillaron, al verlo cantar ante un público gracias a su talento. Gabby también cautivó a los aficionados con su voz armoniosa y con un talento distinto. Una nueva empresa le permitió, en tener un reconocimiento por ser uno de los mejores cantantes y actores. Este fue el punto de inflexión de su carrera después de haber obtenido tres premios.
En 2001, Gabby fue capaz de justificar su talento, tras el lanzamiento de su álbum debut titulado "Amar", bajo registro del sello VIVA. Este álbum es principalmente de género pop y contiene temas musicales en su mayoría cantados en inglés.

## Filmografía
- Sa Dulo ng Ganti (2013) (Release Date: 10 de abril de 2013)

### Televisión
| Año  | Título                      | Personaje                         | Canal       | Notas                           |
| 2022 | Abot-Kamay na Pangarap      | Benny Caballero                   | GMA Network | Invitado especial               |
| 2015 | Pari 'Koy                   | Jude Banal                        | GMA Network | Elenco secundario               |
| 2015 | Once Upon a Kiss            | Padre Philip Madasalin/Padre Madz | GMA Network | Elenco secundario               |
| 2012 | Sana Ay Ikaw Na Nga         | Gilbert Zalameda                  | GMA Network | Main Role                       |
| 2012 | Makapiling Kang Muli        | Young Roman                       | GMA Network | Guest Role                      |
| 2012 | Broken Vow                  | Roberto Sebastian                 | GMA Network | Main Role                       |
| 2011 | Munting Heredera            | Desmond Montreal                  | GMA Network | Recurring Role (2011–12)        |
| 2010 | Jillian: Namamasko Po       | Andrei                            | GMA Network | Recurring Role (2010–11)        |
| 2010 | Endless Love                | Jojo Cruz                         | GMA Network | Recurring Role                  |
| 2010 | Tween Hearts                | Entrenador A                      | GMA Network | Guest Role                      |
| 2009 | All About Eve               | Max                               | GMA Network | Recurring Role                  |
| 2009 | Darna                       | Apollo                            | GMA Network | Cameo Appearance                |
| 2008 | Pablo S. Gomez's Magdusa Ka | Roland Henson                     | GMA Network | Main Role                       |
| 2008 | E.S.P.                      | Ivan                              | GMA Network | Guest Role                      |
| 2007 | MariMar                     | Nicandro Mejia                    | GMA Network | Recurring Role (2007–08)        |
| 2007 | Super Twins                 | Rex/Steelrex                      | GMA Network | Cameo Appearance                |
| 2007 | Mga Kuwento ni Lola Basyang | Prinsipe Gandor                   | GMA Network | Episode: "Ang Prinsepeng Duwag" |
| 2007 | Muli                        | Alvin                             | GMA Network | Recurring Role                  |
| 2006 | Now and Forever: Duyan      | Allan                             | GMA Network | Recurring Cast                  |
| 2006 | I Luv NY                    | Paul Young                        | GMA Network | Recurring Role                  |
| 2005 | Sugo                        | Crisanto                          | GMA Network | Recurring Role (2005–06)        |
| 2004 | Love to Love: Pretty Boy    | Ivan                              | GMA Network | Main Role                       |
| 2004 | Forever in My Heart         | Abet Torallba                     | GMA Network | Recurring Role (2004–05)        |
| 2003 | Twin Hearts                 | Cedrick Sebastian                 | GMA Network | Recurring Role (2003–04)        |
| 2002 | Sana Ay Ikaw Na Nga         | James                             | GMA Network | Guest Role                      |
| 2001 | Ikaw Lang Ang Mamahalin     | Marc                              | GMA Network | Recurring Role (2001–02)        |
| 2000 | Umulan Man o Umaraw         | Nick                              | GMA Network | Recurring Role                  |
| 2000 | Tago Ka Na!                 | Wes                               | GMA Network | Main Role                       |
| 1999 | Di Ba't Ikaw                | Alexander "Alex" Montecillo       | GMA Network | Recurring Role                  |
| 1997 | SOP (Sobrang Okay Pare!)    | Host                              | GMA Network | 1997–2010                       |

### Películas
| Año  | Título                                                 | Personaje |
| 2009 | Kimmy Dora: Kambal sa Kiyeme                           | Kidnapper |
| 2008 | Half-Blood Samurai                                     | John      |
| 2006 | Ang Sarap ng Paskong Kapuso: The GMA Christmas Special | himself   |
| 2005 | Bahay ni Lola 2                                        | Michael   |
| 2005 | Pinoy Blond                                            | Various   |
| 1998 | Gangland                                               | Dicky     |
| 1997 | Sa Kabilugan ng Buwan                                  | Ricky     |

## Discografía
Sa Di Kalayuan (GMA Records) 2006
Loving (VIVA Records) 2001

## Premios y reconocimientos
- Mejor Actor de Reparto en una Serie de Drama - Premios de Golden Screen ENPRESS 2011
- Artista Masculino Más Prometedor - Aliw Awards 2002
- Mejor Actuación de un nuevo macho artistas - Premios 15a Awit 2002
- Cantante Masculino Más Prometedor / Ejecutante - 32a Guillermo Mendoza Memorial Awards 2002
- Mejor Nuevo Artista (nominación) - MTV